# Ван Зёйлен ван Нейевелт, Якоб
Якоб Питер Помпеюс, барон ван Зёйлен ван Нейевелт (нидерл. Jacob Pieter Pompejus van Zuylen van Nijevelt; 29 июня 1816, Дордрехт — 4 ноября 1890, Гаага, Нидерланды) — нидерландский государственный и политический деятель, Премьер-министр Нидерландов (14 марта 1861 — 10 ноября 1861), министр иностранных дел Нидерландов (1852—1853 и 1861), дипломат.

## Биография
Гелдерландский дворянин. Изучал право в Утрехтском университете с 1835 года, в 1840 году получил степень доктора права.
Был членом Палаты представителей Нидерландов (1849-1852;1854-1861;
1864-1867). 
Занимал пост министра иностранных дел в 1852—1853 и 1861 гг. Вступил в конфликт со своими коллегами-министрами из-за колониальной политики страны. Когда король встал на сторону его оппонентов - подал в отставку. 
С 14 марта 1861 по 10 ноября 1861 года работал Премьер-министром Нидерландов.
Служил послом Нидерландов в Париже (1867-1885).